# Arvid Horn
Arvid Bernhard Horn af Ekebyholm, född 6 april 1664 på godset Vuorentaka i Halikko, död 17 april 1742 på Ekebyholms slott, var en svensk greve, militär och statsman. Som riksrådets kanslipresident (1710–1719 och 1720–1738) och adelsståndets lantmarskalk (talman) i ståndsriksdagen (1720, 1726 och 1731) var han den ledande svenske politikern under frihetstidens första skede och fungerade länge som landets verklige regent.
Arvid von Horn var det andra barnet och tillhörde Horn af Kanckas-grenen av den adliga svensk-finländska släkten Horn. Han upphöjdes 18 juli 1700 till friherre Horn af Ekebyholm av Karl XII (som en följd av att han utnämndes till generalmajor), och blev 27 juni 1706 upphöjd till greve över samma gods.

## Militär karriär

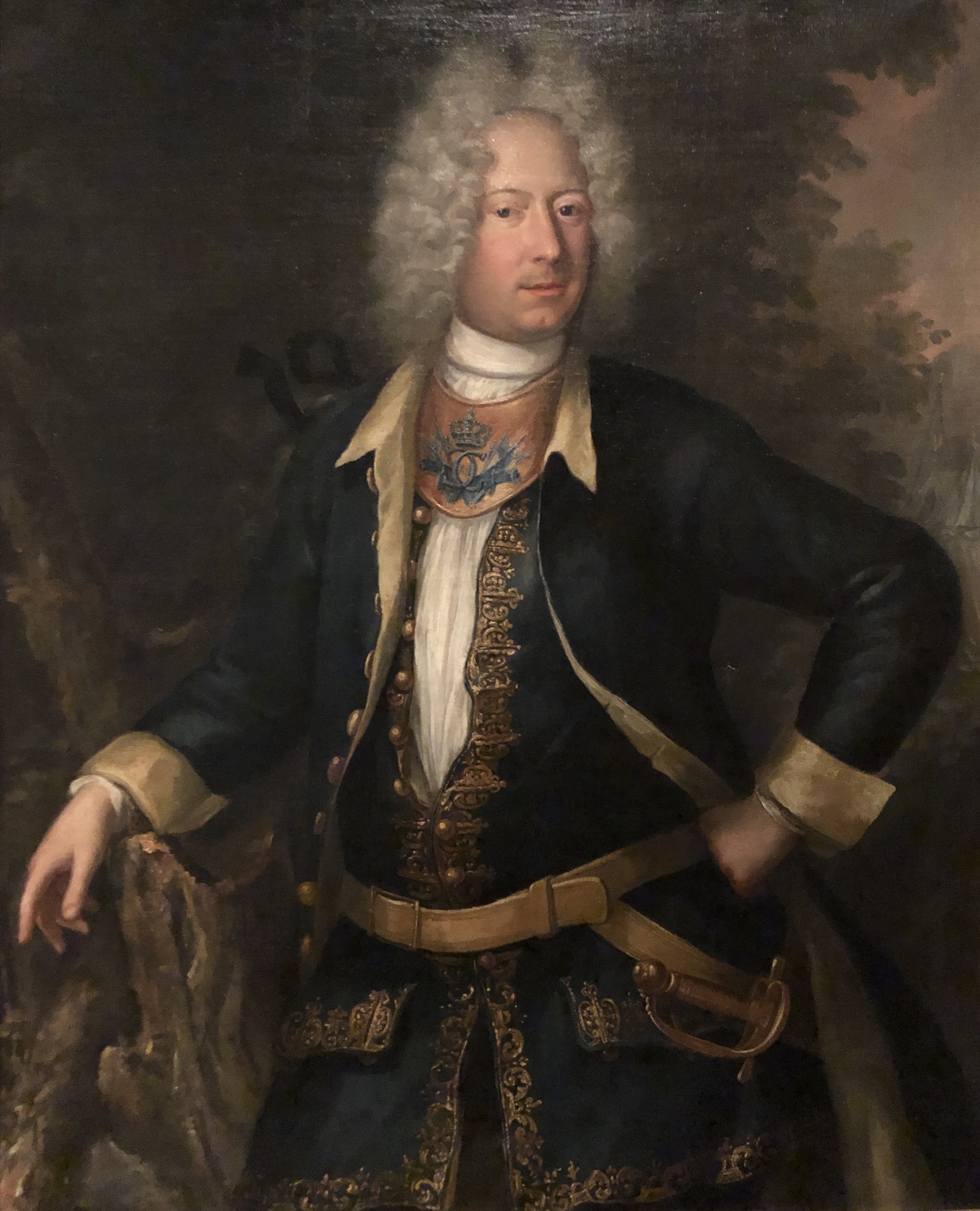
Arvid Horn i uniform för kaptenlöjtnanten vid Kunglig Majestäts drabanter, ca 1706.

Arvid Horn föddes i Vuorentaka, Finland, som son till överste Gustaf Horn af Kanckas och hans hustru Anna Helena von Gertten. Han sökte sig redan som ung till armén, dels av ekonomiska skäl, dels i hopp om att vinna ära och ryktbarhet. Vid arton års ålder blev han musketerare vid Livgardet, sergeant 1683 och 1685 utnämndes han där till fänrik. För att snabbare stiga i graderna sökte han sig 1687 till utlandet, först till den kejserliga hären i vars tjänst han deltog i Slaget vid Mohács samma år. För sina insatser i slaget fick han senare beröm av Nils Bielke (som också var med i slaget) och lovordade Horn inför kung Karl XI.  Efter detta gick Horn i holländsk tjänst under dess fälttåg mot fransmännen 1690–95. Horn blev först generaladjutant åt furst Georg Friedrich av Waldeck och sen år 1691 blev han utnämnd kapten i Holländsk tjänst och förde befäl över ett kompani.
Han avancerade i Sverige till löjtnant 1688 och kapten 1693 samt fick 1696 fullmakt som kaptenlöjtnant vid Kunglig Majestäts drabanter (drabantkåren), vilket förde honom i närmare kontakt med Karl XII. Efter dennes kröning öppnade sig möjligheten till aktiv krigstjänstgöring även under svensk flagg. Horn utnämndes till chef för drabantkåren och generalmajor den 18 juli 1700, vilket också i detta fall innebar att Horn blev friherre, och han följde Karl XII till Själland och därifrån till Livland.
Han deltog i slaget vid Narva, övergången över Düna och slaget vid Klissow; i de två sistnämnda slagen blev han sårad. Vid Düna blev han skjuten i knät men fortsatte strida. Ungefär vid denna tid verkar Karl XII ha upptäckt Horns skicklighet som förhandlare, och 1704 – efter att ha utnämnts till generallöjtnant – sändes han som svensk fullmäktig till konfederationsriksdagen i Warszawa. Den 25 januari kom Horn till Warszawa, den 6 februari avsattes kung August II från tronen och den 2 juli valdes Stanislaw I till hans efterträdare. Men August ryckte med mångdubbel övermakt mot staden vars kungaborg försvarades av cirka 500 svenskar. Efter en kort belägring, där Horn utmanade den sachiske befälet general Brandt på envig vilket dock nekades, var Horn tvungen att kapitulera den 26 augusti 1704. Han blev utväxlad 1705 och skickades av Karl XII till Sverige där en helt ny bana väntade honom.

## Politisk karriär
Efter att 1705 ha utnämnts till kungligt råd upphöjdes han året därefter till greve, förordnades till kansler för högskolan i Pernau och 1707 till guvernör för hertig Karl Fredrik av Holstein. Vid Horns återkomst till Sverige hade Karl XII anvisat honom plats i defensionskommissionen och kungliga kansliet. Samma år flyttade han och hustrun in i det Schönfeldtska huset i Stockholm.  Inom det senare ämbetsverket hade Horn som högste chef sin svåger, greve Nils Gyldenstolpe, som snart insåg Horns ovanliga förmåga och dessutom Sveriges behov av en sådan person. På Gyldenstolpes uppmaning ägnade han sig nu på allvar åt statssaker. När Gyldenstolpe avled 1709 ansågs Horn vara den ende som kunde fylla hans plats som kanslipresident, vilket han utnämndes till den 21 mars 1710. Karl XII:s missnöje med det hemmavarande rådet under den tid han själv vistades i Turkiet träffade i första rummet Horn, som han ansåg hade fördröjt den hjälpsändning som kungen befallt skulle skickas till Pommern, och i allmänhet motverkat de planer som Karl XII gett Stenbock i uppdrag att verkställa. Kungen misstänkte honom också för att arbeta för en inskränkning av hans makt. Så verkar dock inte ha varit fallet; vid den utan Karl XII:s samtycke utlysta riksdagen 1713–14 motsatte sig Horn kraftigt förslaget att göra Ulrika Eleonora till regent och överhuvudtaget varje inskränkning av kungamakten. Trots det skildes han vid kungens hemkomst från guvernörskapet över hertigen av Holstein 1716 och utestängdes snart fullständigt från allt deltagande i statsförvaltningen.
Efter Karl XII:s död torde det till stor del ha berott på Horn, att Ulrika Eleonora fick avsäga sig alla arvsanspråk på tronen och underkasta sig ständernas val med åtföljande inskränkningar i kungamakten. Han var också delaktig i författandet av regeringsformen. Då drottningen hade svårt att hålla sig inom de ramar som den nya ordningen satt upp, anhöll Horn den 9 april 1719 om sitt avsked som kanslipresident och drottningen inte bara beviljade denna hans anhållan utan entledigade honom även från rådsämbetet. Ständerna visade åter sin uppfattning då han vid riksdagen 1720 under jubel och handklappningar valdes till lantmarskalk. Som sådan motarbetade han aktivt drottningens plan att göra sin gemål, prins Fredrik, till medregent och verkade i stället för att hon skulle avsäga sig kronan till dennes förmån – vilket också skedde den 24 mars 1720. Av den nye kungen inkallades Horn åter i rådet, och han accepterade den 26 april samma år även kanslipresidentskapet. Genom hans energiska ingripande avslutades strax därefter ständermötet, som genom ståndens oenighet hotade leda till inre splittring.
Det blev nu Horns första uppgift att försöka sluta fred på så bra villkor som möjligt. Detta ledde visserligen till större eftergifter mot Ryssland än vad hans kritiker ansåg lämpligt, men så snart de första såren efter kriget hunnit läkas såg Horn till att hävda Sveriges yttre självständighet genom anslutning till den hannoveranska alliansen, vilken ingåtts mellan Frankrike och Storbritannien mot Österrike, Spanien och Ryssland. Denna plan motarbetades i rådet av holsteinska partiet men tack vare konungens två röster drev Horn igenom sin vilja, även om han ansåg sig tvungen att också låta frågan prövas av ständerna. Riksdagen 1726–27, då Horn åter var lantmarskalk, gav honom sitt fulla stöd. Det holsteinska partiet krossades och genom de kompletteringar som nu gjordes i rådet hade Horn under de följande åren en säker majoritet. Hans forna motståndare försökte då dra kungen över på sin sida genom att underblåsa hans förhållande med fröken Hedvig Taube, vilket Horn kraftigt hade kritiserat. Resultatet var en allt frostigare stämning mellan kungen och Horn, och den senare, som vid 1731 års riksdag återigen förde lantmarskalksstaven, begärde nu sitt avsked. Kungen var visserligen villig att gå med på det, men avstod efter önskemål från ständerna. Horn kunde ännu några år fortsätta att bygga upp landet, vilket också skedde i högt tempo. Horn var fortfarande ovillig att lättsinnigt kasta landet in i nya äventyrligheter och hans försiktiga yttre politik blev också föremål för kraftiga påhopp vid 1734 års riksdag, där det franska partiet lyckades skapa en allians med Frankrike. Då han icke desto mindre 1735 förnyade en äldre allians med Ryssland blev han i nidskrifter, spridda av det uppväxande Hattpartiet, utmålad som en dålig patriot som försvurit sig åt Ryssland. Motståndarna lyckades bygga en majoritet vid 1738–39 års riksdag. Horn fick höra, att nu var det slut med "makligt stillasittande och neslig ro", och när det sekreta utskottet den 10 november 1738 avslutade ett fördrag med Frankrike, som i praktiken gjorde Sverige till en lydstat, fick Horns system dödsstöten. För att undgå den hotande stormen begärde han den 18 december 1738 sitt avsked, vilket också under stora hedersbetygelser beviljades. Han drog sig nu tillbaka till sitt gods Ekebyholm i Uppland, där han avled den 17 april 1742. Han begravdes i Tryserums kyrka.

## Arvid Horn som person
Horn kan karaktäriseras som taktiker snarare än strateg. Istället för att vara visionär hade han en förmåga att bedöma situationen och fatta det för stunden rätta beslutet. Framför allt för sitt land, men även för sig själv. Även om han någon gång, i likhet med Robert Walpole i England, sett sig tvungen att låta penningpungen tala när andra argument inte bet, verkar han i huvudsak ha varit en oförvitlig medborgare i såväl det offentliga som enskilda livet, djupt religiös och med hedern som ledstjärna.
Erik Gustaf Geijer beskrev Arvid Horn på följande vis:
| ” | Han imponerade genom en värdighet, som var naturlig, och en gudsfruktan och välgörenhet, som gärna gjorde sig offentliga. Han for med penningpåsar i sin hand för allmosors utdelande, bad enligt forntida bruk var gång det klämtade, och lät varken ministrars eller det mest lysande sällskaps närvaro avhålla sig från att med hela sitt hus på knä göra den sedvanliga aftonbönen. | „ |

Hans politiske motståndare, hattchefen Axel von Fersen den äldre, beskrev i sina memoarer hur Horn "ofta syntes med sönderslitna benkläder på knäna, dem han sade sig hava uppslitit under sina andäktiga böner för konung och fosterland". Främmande sändebud framhöll i berättelser till sina regeringar ofta Horns redbarhet och otillgänglighet för mutor, en sällsynt dygd på hans tid.
Enligt en samtida berättare ägde Horn dessa egenskaper:
| ” | vackert utseende, lätt talgåva, vänlighet, mod, intryckskraft, erfarenhet, oförtrutenhet och ett oförlikneligt minne. Efterhängsen i sina anläggningar, hittig i utvägar, skarpsynt i valet av arbetare; något mer helig än en kanslipresident bör vara; gudfruktigt hjärta med kanhända för mycket utvärtes sken. | „ |

Horn var högrest, något halt genom blessyrer från Düna, och med silverfärgat hår på äldre dar. Han var stolt men ytterst belevad, även mot underordnade och yngre, var känd för sin gästfrihet och understödde ekonomiskt ett stort antal gamla krigare från Karl XII:s tid. Utom sina förut nämnda ämbeten utövade han i perioder kanslersämbetet vid åtskilliga akademier.

## Familj
Gift:
1. 1696 med Anna Beata Ehrenstéen, dotter till Edvard Ehrenstéen.
2. 1705 med Inga Törnflycht, dotter till Olof Hansson Törnflycht.
3. 1711 med grevinnan Margareta Gyllenstierna, dotter till Nils Karlsson Gyllenstierna.[13]

## Barn
1. Carl, född 22 januari 1699, död 19 april samma år.[14]
2. Carl Fredrik, född 1700, död 13 mars 1707.
3. Nils Gustaf, född 22 april 1712, död 5 januari 1714.
4. Ulrika Anna, född 22 oktober 1713, död 1714.
5. Eva, född 24 juni 1716, död 1790. Gift 17 augusti 1735 i Stockholm med riksrådet och generalguvernören Axel Löwen, friherre och greve Löwen, i hans 2:a gifte, född 1686, död 1772.
6. Adam (1717–1778)
7. Fredrika Eleonora (1721–1758), gift grevinna Stenbock